# Pan di Zucchero

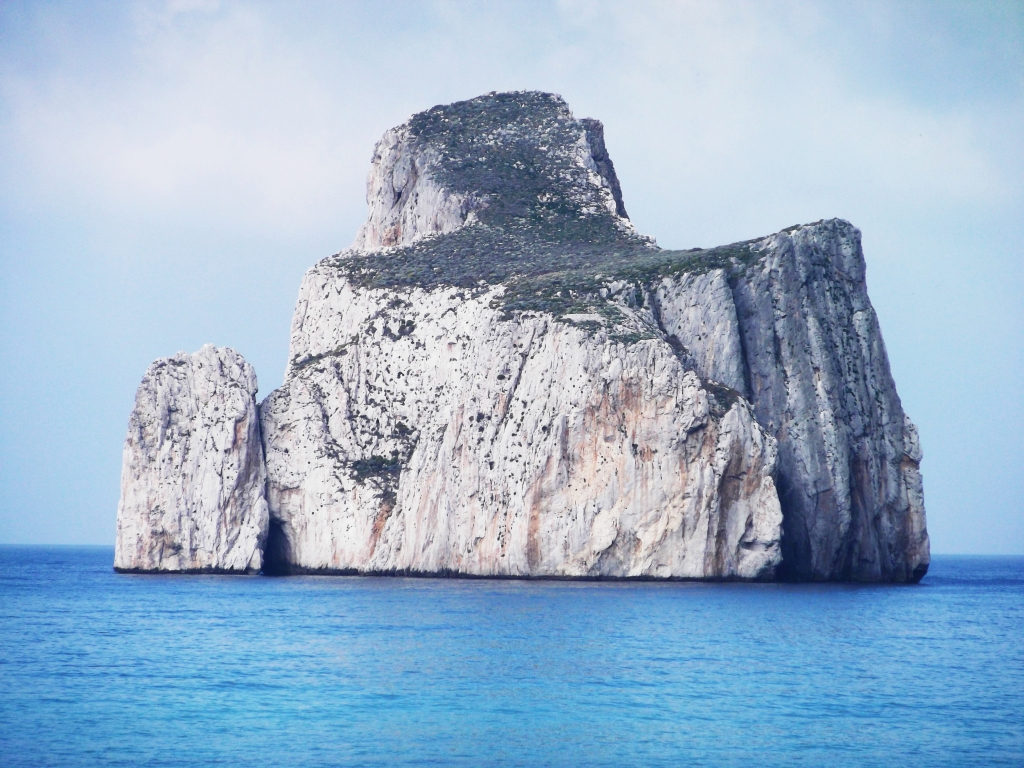
Le Pan di Zucchero.

Le Pan di Zucchero (littéralement en français, « pain de sucre ») est l'expression italienne qui désigne un  stack qui émerge de la mer à peu de distance de la côte, proche de Masua, hameau d'Iglesias, dans la zone sud-occidentale de la Sardaigne.
Ayant accompagné l'évolution de roche calcaire cambrienne vers un conglomérat ordovicien, il s'est formé à la suite de l'érosion marine qui a déterminé son isolement de la terre ferme.
D'une hauteur de 133 mètres et d'une superficie de 0,03 km2, il se trouve face à la plage de sable blanc de Masua.

## Sources
- (it) Cet article est partiellement ou en totalité issu de l’article de Wikipédia en italien intitulé « Pão de Açúcar (Rio de Janeiro) » (voir la liste des auteurs).